# Twizzle
Twizzle – to jeden z obowiązkowych elementów łyżwiarskich w konkurencji par tanecznych w sekwencji kroków zaliczanych do ruchów w przestrzeni. Są to szybkie obroty na jednej nodze wykonywane przez oboje partnerów równolegle, synchronicznie. Twizzle są wykonywane również w łyżwiarstwie synchronicznym, gdzie także są zaliczane do obowiązkowych elementów sekwencji kroków.
Twizzle są odmianą piruetu wykonywanego w trakcie jazdy, najczęściej w kilku pozycjach między którymi może następować zmiana kierunku jazdy, zmiana nogi. Liczba wykonanych obrotów w jednym secie twizzli (twizzle w jednej pozycji, najczęściej pary prezentują 3–4 sety twizzli) ma wpływ na poziom trudności tego elementu łyżwiarskiego. Jeżeli twizzle są częścią tańca krótkiego to wzór tańca (tzw. pattern) przedstawiony przez Międzynarodową Unię Łyżwiarską (ISU) może mieć wpływ na to jak twizzle są wykonywane.
Twizzle można wykonywać zarówno do przodu, jak i do tyłu, na krawędziach wewnętrznych, jak i zewnętrznych, w kierunku zgodnym z ruchem wskazówek zegara, jak i przeciwnym. Twizzle są najczęściej wykonywane w pozycji pionowej z wolną stopą trzymaną blisko nogi łyżwiarskiej, ale możliwe są również inne pozycje, takie pozycja piruetu siadanego.
Ocenie przez sędziów podlega prędkość wykonania twizzli, tzw. pokrycia lodu, czyli odległości (partnerzy nie mogą rozjeżdżać się w czasie obrotów), jedności (synchroniczność obrotów), bliskości między partnerami, różnorodności (zmiany pozycji), zmiana kierunku obrotu (przeciwnie do ruchu wskazówek zegara, zgodnie z ruchem wskazówek zegara) i inne utrudnienia, które mogą podnieść ocenę techniczną elementu.

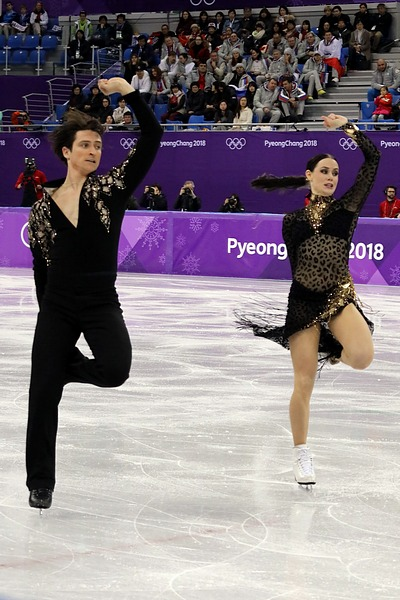
Twizzle z trzymaniem nogi (Tessa Virtue / Scott Moir)
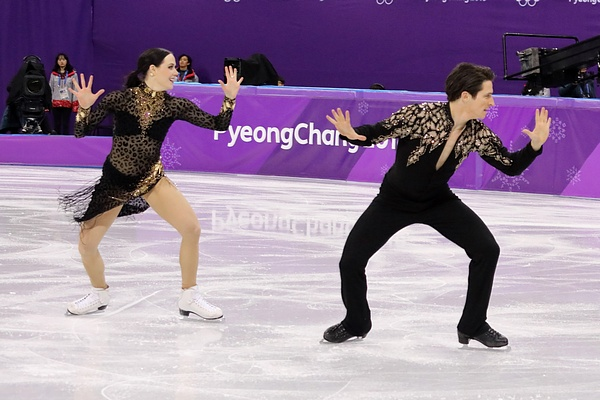
Przejście pomiędzy setami twizzli (Tessa Virtue / Scott Moir)
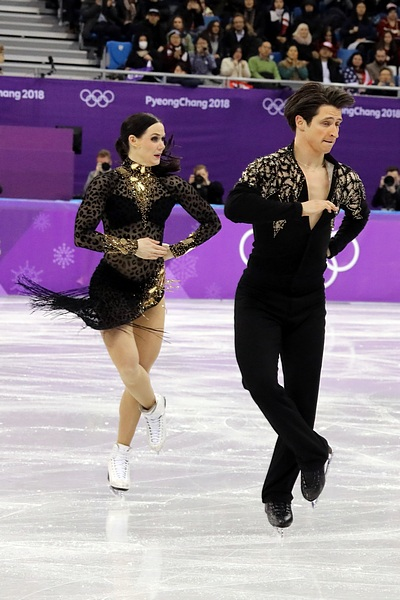
Twizzle z nogą wolną trzymaną blisko nogi łyżwiarskiej (Tessa Virtue / Scott Moir)
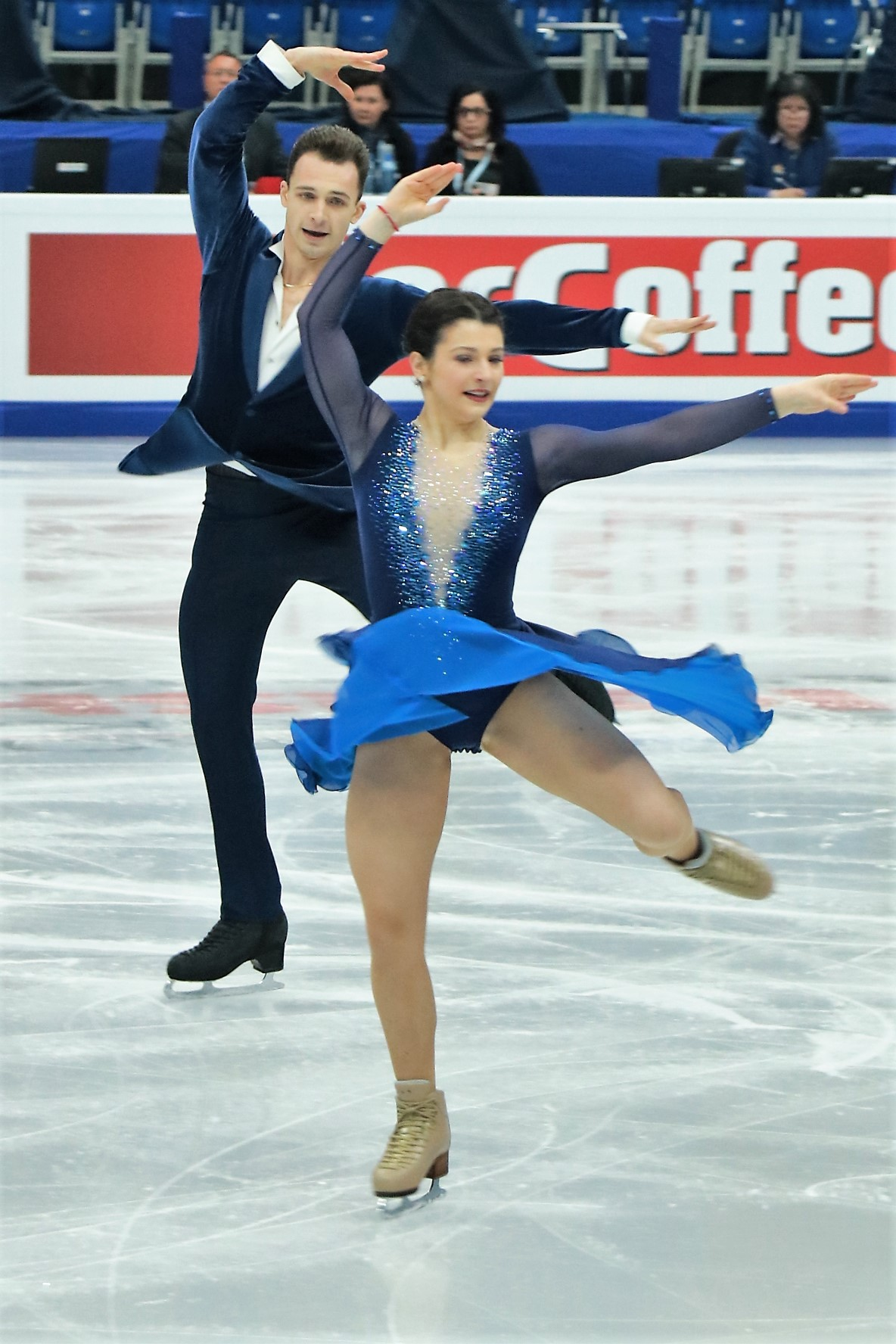
Twizzle z nogą wolną zgiętą nie trzymaną blisko nogi łyżwiarskiej (Natalia Kaliszek / Maksym Spodyriew)